# Гертер, Кристиан Арчибальд
Кристиан Арчибальд Гертер (англ. Christian Archibald Herter; 28 марта 1895, Париж — 30 декабря 1966, Вашингтон) — государственный секретарь США (1959—1961), губернатор штата Массачусетс (1953—1957).

## Биография
Родился в Париже в семье американских художников Альберта Гертера и Адель Макджинни. После возвращения семьи в Нью-Йорк учился в Browning School. В 1915 году окончил Гарвардский университет. В 1917 году женился на Мэри Каролине Пратт, дочери Фредерика Пратта и внучке нефтяного магната Чарльза Пратта.
На дипломатической службе находился с 1916 года — атташе посольства США в Германии. В 1917—1918 годах — специальный помощник госсекретаря США; в 1918—1919 годах — член делегации США для ведения переговоров о мире, в 1919 году — участвовал в работе Парижской мирной конференции 1919—1920; в 1919—1924 годах — помощник министра торговли; в 1920—1921 годах — исполнительный секретарь Совета по оказанию помощи странам Европы; в 1922 году входил в состав миссии Гувера в СССР.
В 1924—1936 годах занимался издательской и преподавательской деятельностью.
В 1931—1943 — член (в 1939—1943 — спикер) законодательного собрания. В 1943—1953 годах — член Палаты представителей Конгресса США от штата Массачусетс, принимал активное участие в разработке и реализации Плана Маршалла. В 1953—1957 годах — губернатор штата Массачусетс.
В 1957—1959 годах — заместитель госсекретаря, а в 1959—1961 годах — Государственный секретарь США. В 1961—1962 годах — председатель Атлантического совета США; в 1962—1966 годах — специальный представитель США на торговых переговорах в рамках Генерального соглашения о тарифах и торговле.